# Брајтшајд (Вестервалд)
Брајтшајд (њем. Breitscheid) општина је у њемачкој савезној држави Рајна-Палатинат. Једно је од 62 општинска средишта округа Нојвид. Према процјени из 2010. у општини је живјело 2.228 становника. Посједује регионалну шифру (AGS) 7138006.

## Географски и демографски подаци
Брајтшајд се налази у савезној држави Рајна-Палатинат у округу Нојвид. Општина се налази на надморској висини од 320 метара. Површина општине износи 12,2 km². У самом мјесту је, према процјени из 2010. године, живјело 2.228 становника. Просјечна густина становништва износи 182 становника/km².